# Февраль 2025 года

Список событий февраля 2025 года.

## События
- 1 февраля
  - Тарифная политика Дональда Трампа: президент США Дональд Трамп ввёл 25 % тариф на товары из Мексики и Канады, а также 10 % тариф на товары из Китая[1].
  - Гражданская война в Судане: в результате нападения[англ.] СБР на рынок в Омдурмане (Судан) погибли как минимум 54 человека и более 150 получили ранения[2].

- 2 февраля
  - Состоялась 67-я церемония «Грэмми»: записью года признана «Not Like Us» Кендрика Ламара, альбомом года — Cowboy Carter Бейонсе[3].
  - Временный президент Сирии Ахмед аш-Шараа совершил свой первый зарубежный государственный визит, посетив Саудовскую Аравию, где встретился с наследным принцем Мухаммедом бин Салманом[4].
  - В Гоме убиты 773 и ранено 2880 человек в результате столкновений с повстанческой группировкой М23 в ходе конфликта ДР Конго и Руандой[5].
- Спорт
  - Мужская сборная Дании по гандболу 4-й раз подряд стала чемпионом мира, победив в финале команду Хорватии. Самым ценным игроком на втором чемпионате мира подряд признан датчанин Матиас Гидсель, он же второй раз подряд стал и лучшим бомбардиром турнира[6].
  - Сенсационный обмен в НБА: словенец Лука Дончич перешёл из «Даллас Маверикс» в «Лос-Анджелес Лейкерс», в обратном направлении отправился Энтони Дэвис[7][8].

- 3 февраля
  - Президент США Дональд Трамп заключил сделку с президентом Мексики Клаудией Шейнбаум: Шейнбаум согласилась немедленно направить 10 000 солдат национальной гвардии охранять мексикано-американскую границу для предотвращения незаконного оборота фентанила и других наркотиков из Мексики в США в обмен на приостановку Трампом введения крайне высоких тарифов на товары из Мексики на 1 месяц[9]. Аналогичная сделка была заключена с Трюдо для канадо-американской границы[10].
  - В Москве при взрыве бомбы в ЖК «Алые паруса» погибли два человека, включая криминального авторитета Армена Саркисяна, ранены четверо[11].
  - Госсекретарь США Марко Рубио стал временным администратором агентства иностранной помощи USAID, в котором был выявлен ряд нерациональных трат, рассматривается слияние с агентства Госдепартаментом или его полное закрытие[12][13][14].
  - Барт Де Вевер стал новым премьер-министром Бельгии[15].
  - Согласно результатам исследования, опубликованном в журнале Nature Medicine, на протяжении последних лет у человеческой популяции наблюдается рост накопления микропластика в органах, в том числе в мозгу, в образцах мозговой ткани исследователи чаще всего находили частицы полиэтилена[16][17].

- 4 февраля
  - В результате стрельбы в школе в шведском городе Эребру погибли 11 человек, включая стрелка, ещё 15 были ранены[18].
  - Президент США Дональд Трамп провёл встречу с премьер-министром Израиля Биньямином Нетаньяху, в ходе которой обсудили будущее сектора Газа, иранскую угрозу, возможную нормализацию отношений между Израилем и Саудовской Аравией и другие темы Ближнего Востока[19][20][21].
  - Трамп подписал указ о выходе США из Совета ООН по правам человека и Ближневосточного агентства для помощи палестинским беженцам[22].
  - Спорт
    - В австрийском Зальбахе начался 48-й чемпионат мира по горнолыжному спорту, будут разыграны 11 комплектов наград. Чемпионат завершится 16 февраля[23].

- 5 февраля
  - Палата представителей Филиппин объявила импичмент вице-президенту страны Саре Дутерте[24].
  - Президент Аргентины Хавьер Милей распорядился о выходе страны из ВОЗ[25][26].
  - Израиль вышел из Совета ООН по правам человека[27][28].
  - Новый директор ЦРУ Джон Ли Рэтклифф проводит реформу ведомства. Профессиональные сотрудники со специализированными навыками, предназначенными для сбора разведданных, включая свободное владение иностранными языками, не подпадают под сокращение. Остальным сотрудникам ЦРУ предложено добровольно уволиться по собственному желанию в обмен на 8-месячное выходное пособие[29][30].
  - Федеральная комиссия по связи США опубликовала полную версию интервью бывшего кандидата в президенты от Демократической партии Камалы Харрис в программе «60 минут» на телеканале CBS в октябре 2024 года, в рамках иска к телеканалу на сумму $10 млрд за мошенничество с целью вмешательства в выборы, посредством введения общественности в заблуждение, так как CBS сокращал и редактировал бессвязную речь Харрис в ответах на некоторые вопросы[31][32][33].
  - Спорт
    - Президент США Дональд Трамп подписал указ, запрещающий биологическим мужчинам соревноваться в женском спорте[англ.], в том числе на летних Олимпийских играх 2028 года в Лос-Анджелесе, которые будут проводиться в его каденцию[34].

- 6 февраля
  - Юрий Борисов уволен с поста главы «Роскосмоса», новым главой корпорации назначен Дмитрий Баканов[35].
  - В небе над Аляской пропал без вести[англ.] пассажирский самолёт Cessna 208 с 10 людьми на борту[36]; на следующий день место крушения самолёта было обнаружено в 55 км от Нома, выживших нет[37].
  - Дональд Трамп ввёл санкции против Международного уголовного суда[38].
  - Спорт
    - Австрийка Штефани Фенир выиграла золото в супергиганте на чемпионате мира по горнолыжному спорту в Зальбахе[39].

- 7 февраля
  - Ливанско-сирийские отношения: Четыре человека погибли в столкновениях на границе[англ.] Сирии и Ливана[40].
  - Американо-японские отношения: Состоялась встреча президента США Дональда Трампа и премьер-министра Японии Сигэру Исибы, обсудили укрепление сотрудничества между США и Японией как в экономической сфере, так и в сфере безопасности для обеспечения мира и стабильности в Индо-Тихоокеанском регионе[41][42].
  - Спорт
    - На чемпионате мира по горнолыжному спорту в австрийском Зальбахе швейцарец Марко Одерматт выиграл золото в супергиганте и стал трёхкратным чемпионом мира. На чемпионате мира 2023 года он побеждал в скоростном спуске и гигантском слаломе[43].

- 8 февраля
  - Страны Балтии успешно отключились от БРЭЛЛ[44]. На следующий день синхронизация электроэнергетической системы стран Балтии с континентальной европейской системой была успешно завершена[45].
  - Джо Байдена лишили допуска к секретным данным и брифингам разведки[46][47].
  - Спорт
    - 29-летняя американка Бризи Джонсон сенсационно выиграла золото в скоростном спуске на чемпионате мира по горнолыжному спорту в Зальбахе. Она ни разу не побеждала на этапах Кубка мира, а на подиум последний раз поднималась более 4 лет назад[48][49].
    - Матео Ретеги из футбольного клуба «Аталанта» забил 4 мяча в ворота команды «Эллас Верона» в матче чемпионата Италии (5:0)[50]

- 9 февраля
  - Выборы
    - В Эквадоре состоялся первый тур президентских выборов, ни один из кандидатов не смог набрать более 50 % голосов; во второй тур, назначенный на 13 апреля 2025 года, прошли Луиса Гонсалес и действующий президент Даниэль Нобоа, оба набрали по 44 % голосов[51].

  - Некрологи
    - В возрасте 95 лет умер советский и российский актёр, народный артист СССР Олег Стриженов[52][53].

  - Спорт
    - Швейцарец Франьо фон Алльмен выиграл золото в скоростном спуске на чемпионате мира по горнолыжному спорту в Зальбахе[54].
    - Клуб «Филадельфия Иглз» второй раз в истории выиграл Супербоул, победив чемпиона последних двух сезонов «Канзас-Сити Чифс». В перерыве выступил Кендрик Ламар. Дональд Трамп стал первым действующим президентом США, посетившим Супербоул[55][56].

- 10 февраля
  - Президент Румынии Клаус Йоханнис объявил об уходе в отставку 12 февраля 2025 года[57].
  - Valve запретила размещение в Steam компьютерных игр с принудительной рекламой[58].
  - В Париже открылся саммит по искусственному интеллекту под председательством президента Франции Эмманюэля Макрона и премьер-министра Индии Нарендры Моди[59][60]. Макрон объявил, что Франция включается в гонку за искусственный интеллект, чтобы составить конкуренцию США и Китаю, и анонсировал получение страной частных инвестиций на общую сумму 109 миллиардов евро на разработки в сфере ИИ[61][62].
  - Трамп ввёл 25%-ные тарифы на импорт стали и алюминия, легализовал пластиковые соломинки, а также приостановил запрет на подкуп иностранных чиновников[63][64][65].
  - В Гватемале автобус упал с моста в реку[англ.], погибли более 50 человек[66].
  - Энтомофагия: В Евросоюзе вступил в силу закон, разрешающий добавлять порошок из насекомых (а именно из личинок большого мучного хрущака) в пищу, теперь некоторые продукты питания, такие как хлеб, сыр, джемы, макаронные изделия и другие, могут содержать до 4 % порошка из мучных червей[67][68].

- 11 февраля
  - Спецпосланник Трампа Стив Уиткофф провёл переговоры в Москве, в ходе которых было достигнуто соглашение об освобождении Марка Фогеля в обмен на освобождение Александра Винника[69][70][71].
  - Трамп встретился с королём Иордании Абдаллой II, обсуждали будущее сектора Газы[72].
  - Состоялась церемония восшествия на престол принца Рахима аль-Хуссаини в качестве 50-го имама низаритского исмаилизма Ага-хан V, сменившего своего покойного отца Ага-хан IV[73].
  - Многоканальная астрономия: Стало известно, что гравитационно-волновое событие S250206dm, зарегистрированное детекторами LIGO/Virgo/KAGRA, совпало одновременно с регистрацией нейтрино и быстрого радиовсплеска, что делает это событие самым важным из когда-либо обнаруженных со времён открытия гравитационных волн[74].
  - Спорт
    - Екатерина Аввакумова принесла Южной Корее первое в истории страны золото по биатлону на Азиатских играх[75].
    - Американские горнолыжницы Бризи Джонсон и Микаэла Шиффрин победили в командной комбинации, впервые проведённой на чемпионате мира. Для Шиффрин это восьмой в карьере титул чемпионки мира[76].

- 12 февраля
  - Состоялся телефонный разговор Трампа и Путина, обсуждали перспективы завершения войны[77], затем состоялся телефонный разговор Трампа и Зеленского, обсуждали то же самое[78]. Достигнута договорённость о начале мирных переговоров, с американской стороны их будут вести госсекретарь Марко Рубио, директор ЦРУ Джон Рэтклифф, советник по национальной безопасности Майкл Уолтц и спецпосланник Стив Уиткофф[79]. Согласно источникам агентства Bloomberg, российскую сторону на переговорах представят помощник президента Юрий Ушаков, директор Службы внешней разведки Сергей Нарышкин и глава Российского фонда прямых инвестиций Кирилл Дмитриев[80][81].
  - Сенат США утвердил Тулси Габбард главой Национальной разведки[82].
  - Константинос Тасулас избран новым президентом Греции[83].
  - У южнокорейского острова Чеджудо потерпело крушение рыболовное судно, пять человек пропали без вести, остальных спасла береговая охрана[84].
  - В Гренобле (Франция) мужчина бросил гранату в бар-ресторан Олимпийской деревни, в результате взрыва[англ.] пострадали 12 человек[85].
  - Спорт
    - Швейцарские горнолыжники завоевали все три медали в мужской командной комбинации на чемпионате мира в Зальбахе. Чемпионами стали Франьо фон Алльмен и Лоик Мейяр. Последний раз швейцарцы занимали все три призовых места на чемпионате мира в 1987 году в мужском скоростном спуске[86].
    - Главный тренер сборной России по художественной гимнастике Ирина Винер подала в отставку, она занимала этот пост с 2001 года[87].

- 13 февраля
  - В Мюнхене (Германия) в результате наезда на толпу участников митинга профсоюзной организации ver.di[англ.] погибли два человека, и более 30 пострадали[88].
  - В Тайчжуне (Тайвань) в результате взрыва газа в универмаге Shin Kong Mitsukoshi[англ.] погибли как минимум 4 человека и более 30 получили ранения[89].
  - Состоялась встреча президента США Дональда Трампа и премьер-министра Индии Нарендры Моди, обсудили укрепление американо-индийских отношений[90][91].
  - Сенат США утвердил Роберта Кеннеди-младшего на должность министра здравоохранения[92].
  - Спорт
    - 34-летняя итальянка Федерика Бриньоне выиграла гигантский слалом на чемпионате мира по горнолыжному спорту в Зальбахе. Только серебряный призёр Элис Робинсон проиграла чемпионке менее 2,5 сек[93].
    - Бывшая восьмая ракетка мира, победитель 4 турниров ATP аргентинский теннисист Диего Шварцман завершил карьеру в возрасте 32 лет после поражения во втором круге турнира в Буэнос-Айресе[94].

- 14 февраля
  - В Мюнхене (Германия) началась 61-я ежегодная международная конференция по безопасности[95]. Вице-президент США Джей Ди Вэнс выступил с речью, в которой открыто раскритиковал руководство Европейского союза, обвинив его в отступлении от свободы слова, потере контроля над миграцией и подрыве демократии[96][97][98][99].
  - Вторжение России на Украину: Новый безопасный конфайнмент ЧАЭС был поврежден ударом беспилотника[100]. Внутренняя защитная оболочка реактора не пострадала, к повышению радиационного фона это не привело[101][102].
  - Конфликт между ДРК и Руандой: Повстанцы движения M23 и руандийские войска захватили аэропорт Кавуму[103] и вошли в город Букаву[104].
  - Спорт
    - Австриец Рафаэль Хазер сенсационно выиграл золото в гигантском слаломе на чемпионате мира по горнолыжному спорту в Зальбахе. Ранее за всю карьеру он никогда не поднимался на этапах Кубка мира выше 7-го места в этой дисциплине[105].

  - В Баку (Азербайджан) прошло очередное судебное заседание над бывшими лидерами НКР[106].

- 15 февраля
  - В Филлахе (Австрия) произошло нападение с ножом[англ.] на пешеходов, в результате нападения погиб 14-летний мальчик, ещё пять человек получили ранения[107][108].
  - Махамуд Али Юссуф избран председателем Комиссии[англ.] Африканского союза[109].
  - Второе президентство Дональда Трампа: Пограничный кризис США и Мексики де-факто закончился, количество нелегальных пересечений границы сократилось на 90 % и приближается к минимуму за последние 60 лет[110][111].

- 16 февраля
  - Состоялась 78‑я церемония вручения премии BAFTA: лучшим фильмом признан «Конклав» Эдварда Бергера[112].
  - ХАМАС согласился передать власть в секторе Газа Палестинской национальной администрации[113][114].
  - Спорт
    - Лоик Мейяр стал первым за 75 лет швейцарцем, выигравшим золото в мужском слаломе на чемпионате мире по горнолыжному спорту[115].
    - В австрийском Зальбах-Хинтерглемме завершился чемпионат мира по горнолыжному спорту. Сборная Швейцарии завоевала 5 из 11 золотых наград, на счету команд Австрии Италии и США по 2 золотые медали[116].
    - Бразильский теннисист Жуан Фонсека в возрасте 18 лет и 5 месяцев победил на турнире ATP 250 на грунте в Буэнос-Айресе и стал самым молодым представителем Южной Америки с 1990 года, выигравшим титул ATP[117][118].
    - Сербский теннисист Миомир Кецманович выиграл турнир ATP 250 в американском Делрэй-Бич, он отыграл два матчбола в финальном матче против испанца Алехандро Давидовича Фокина[119].

- 17 февраля
  - Пассажирский самолёт Bombardier CRJ900LR авиакомпании Delta Airlines перевернулся при посадке[англ.] в международном аэропорту Торонто (Канада), пострадали как минимум 15 человек, трое находятся в критическом состоянии[120].
  - В Париже, по инициативе президента Франции Эмманюэля Макрона, состоялся экстренный саммит для обсуждения политики обороны, войны в Украине и возможных мирных договоренностей о её окончании[121].
  - Холодная война за искусственный интеллект: компания xAI Илона Макса выпустила флагманскую ИИ-модель Grok 3, превосходящую по большинству тестов ведущих конкурентов[122][123].

- 18 февраля
  - В Эр-Рияде (Саудовская Аравия) прошли первые российско-американские переговоры о достижении мира на Украине[124][125].
  - Совместная египетско-британская археологическая экспедиция объявила об обнаружении гробницы царя Тутмоса II, первой королевской египетской гробницы, обнаруженной после того, как в 1922 году была найдена гробница царя Тутанхамона[126].
  - У 88-летнего папы римского Франциска, который на прошлой неделе был госпитализирован, диагностированна двусторонняя пневмония, врачи оценивают состояние понтифика как тяжёлое[127][128].

- 19 февраля
  - Компания Microsoft анонсировала первый в мире квантовый чип Majorana 1 на основе топологических проводников[129][130].
  - В Париже, по инициативе президента Франции Эмманюэля Макрона, состоялся второй экстренный саммит ЕС по Украине, на новую встречу были приглашены представители европейских государств, которых не позвали на первую, а также союзника европейцев по НАТО — Канады[131][132].
  - Спорт
    - Нападающий хоккейного клуба «Сочи» Даниил Сероух в игре против московского «Динамо» (5:3) стал вторым хоккеистом в истории КХЛ и первым с 2008 года, забросившим 5 шайб в одном матче[133].

- 20 февраля
  - ХАМАС обменял тела семьи Бибас на очередную партию палестинских заключённых[134], однако при проверке тест ДНК показал, что под видом Шири Бибас было передано тело неизвестного человека[135][136], на следующий день террористы вернули её настоящее тело[137].
  - В трёх припаркованных автобусах в Бат-Яме (Израиль) произошли взрывы[англ.], ещё в двух других обнаружена взрывчатка. Пострадавших нет, так как взрывы произошли рано утром и в автобусах не было людей; вероятно, террористы перепутали AM и PM на таймерах бомб[138].
  - Сенат США утвердил Кэша Пателя на пост директора ФБР[139].

- 21 февраля
  - В Трухильо (Перу) при обрушении крыши торгового центра[англ.] погибли не менее шести человек, более 80 получили ранения[140].

- 22 февраля
  - В Мюлузе (Франция) произошло нападение с ножом[англ.], в результате чего один человек погиб и пятеро получили ранения, в том числе двое полицейских[141].
  - Спорт
    - Теннисист Андрей Рублёв выиграл турнир ATP 500 в Дохе, победив в финале Джека Дрейпера. Это 17-й титул ATP в одиночном разряде для Рублёва и шестой на турнирах серии ATP 500[142].

- 23 февраля
  - В Германии прошли досрочные парламентские выборы[143]. Победу с результатом 28,5 % голосов одержал блок ХДС/ХСС во главе с Фридрихом Мерцем[144].
  - Фильм «Мечты» Дага Хёугеруда[англ.] получил «Золотого медведя» Берлинского кинофестиваля[145].
  - Спорт
    - В швейцарском Ленцерхайде завершился 58-й чемпионат мира по биатлону. Сборная Франции выиграла 6 из 12 золотых наград, на счету команды Норвегии 4 победы. Йоханнес Тиннес Бё довёл общее количество своих наград чемпионатов мира до 43, а количество побед до рекордных 23 (у Уле-Эйнара Бьёрндалена было 20 побед). Жюлья Симон на втором чемпионате мира подряд выиграла 4 золотые медали[146].
    - 29-летняя американка Микаэла Шиффрин первой в истории выиграла 100 этапов Кубка мира по горнолыжному спорту за карьеру. На счету Шиффрин 63 победы в слаломе, 22 — в гигантском слаломе, 5 — в супергиганте, 5 — в параллельных видах, 4 — в скоростном спуске и 1 — в комбинации[147].

- 24 февраля
  - Состоялась встреча президента США Дональда Трампа и президента Франции Эмманюэля Макрона, обсуждали возможность заключения перемирия между Украиной и Россией[148][149].
  - На северо-западе ДР Конго более 50 человек умерли от вспышки неизвестной болезни, начавшейся после того, как трое детей съели летучую мышь[150].

- 25 февраля
  - Самолёт ВВС Судана Ан-26 разбился в жилом районе Омдурмана, в результате чего погибло не менее 46 человек[151][152].
  - В Чили произошёл[англ.] масштабный блэкаут, затронувший большую часть населения страны и приведший к временной остановке работы нескольких важных отраслей промышленности, включая медные шахты[153][154].

- 26 февраля
  - Состоялся запуск лунной миссии IM-2[155].
  - Археологи обнаружили в Помпеях фрески[англ.], изображающие Дионисийские мистерии[англ.][156].
  - В Румынии на пять часов задержали Кэлина Джорджеску, победителя аннулированного первого тура президентских выборов; сообщается, что его задержали в то время, когда он направлялся подавать документы на регистрацию в качестве кандидата в президенты на повторных выборах[157][158].

- 27 февраля
  - В Стамбуле (Турция) прошли российско-американские переговоры, в ходе которых были определены первые шаги к стабилизации работы дипмиссий[159].
  - Состоялась встреча президента США Дональда Трампа и премьер-министра Великобритании Кира Стармера, обсуждали возможность заключения перемирия между Украиной и Россией. Стармер также передал письмо короля Карла III с приглашением совершить государственный визит в Соединённое Королевство[160].
  - Компания OpenAI выпустила новую большую языковую модель GPT-4.5[англ.][161].
  - Генеральный прокурор США Пэм Бонди опубликовала первую партию рассекреченных документов, касающиеся дела финансиста Джеффри Эпштейна[162][163].
  - Некрологи
    - В возрасте 88 лет умер десятый чемпион мира по шахматам Борис Спасский[164].

- 28 февраля
  - Состоялась встреча президента США Дональда Трампа и президента Украины Владимира Зеленского, обсуждали возможность заключения перемирия между Украиной и Россией, а также сделку по полезным ископаемым, встреча была завершена досрочно после публичной перепалки в Овальном кабинете, сделка не состоялась[165][166][167].
  - Компания Microsoft объявила о закрытии с 5 мая 2025 года сервиса интернет-звонков Skype, пояснив это решение тем, что закрытие Skype позволит ей сосредоточиться на разработке корпоративной платформы Teams[168][169].
  - Международная космическая рентгеновская и гамма-обсерватория INTEGRAL завершила научную программу, которая продлилась 22 года[170].